# Oktjabr'skij rajon (Oblast' dell'Amur)
L'Oktjabr'skij rajon (in russo Октябрьский район?) è un rajon dell'Oblast' di Amur, nella Russia asiatica con capoluogo Ekaterinoslavka.

## Centri abitati
- Ekaterinoslavka
- Borisoglebka
- Il'inovka
- Varvarovka
- Vostočnyj
- Pribežnyj
- Koroli
- Georgievka
- Smirnovka
- Maksimovka
- Kutilovo
- Muchinskij
- Čerëmuški
- Nikolo-Aleksandrovka
- Pokrovka
- Novomichajlovka
- Sergee-Fëdorovka
- Troebratka
- Char'kovka
- Panino
- Južnyj
- Perejaslovka
- Preobraženovka
- Pesčanoozërka
- Romanovka
- Borisovo
- Mar'janovka
- Smeloe
- Beljakovka
- Jasnaja Poljana
- Trudovoj
- Zaozernyj
- Uval'nyj
- Zorino
- Nagornyj